# Kwadrat (algebra)

Wykres funkcji y=x^{2} – parabola.

Kwadrat – wynik wykonania pewnego działania, najczęściej mnożenia, pewnego elementu przez siebie. Element {\displaystyle s} danego zbioru {\displaystyle (G,*)} z określonym działaniem {\displaystyle *} nazywa się kwadratem, gdy istnieje taki element {\displaystyle t\in G,} że {\displaystyle t^{2}=s.} Na przykład w grupie {\displaystyle (\mathbb {R} ,\cdot )} kwadratem są wszystkie liczby nieujemne, w grupie {\displaystyle (\mathbb {C} ,\cdot )} wszystkie liczby, a w grupie {\displaystyle (\mathbb {Z} ,+)} liczby parzyste.
Określenie stosowane jest do drugich potęg liczb, wyrażeń algebraicznych (np. kwadrat sumy, kwadrat zmiennej, x kwadrat), a także do jednostek miary (np. sekunda kwadrat, kilogram kwadrat). W przypadku jednostek powierzchni występuje najczęściej w postaci przymiotnika „kwadratowy”: m² (czytaj:  metr kwadratowy), km² (czytaj: kilometr kwadratowy).
Symbol kwadratu może być zapisany w postaci osobnego znaku ² lub w postaci cyfry 2 w indeksie górnym (2). W dokumentach HTML uzyskiwany jest kodem &#178; lub &sup2;.